# I re del nord
I re del nord (The Lords of the North) è un romanzo di avventura a sfondo storico dello scrittore britannico Bernard Cornwell, appartenente al ciclo sulle "storie dei re sassoni", pubblicato nel 2008.
Il libro è stato tradotto in  spagnolo, ungherese, neogreco, tedesco, svedese, danese, norvegese, finlandese, russo, polacco, francese e italiano. In lingua originale le ristampe e riedizioni sono state molto numerose.

## Trama
Amareggiato dal misero riconoscimento del re del Wessex Alfredo per aver contribuito alla vittoria di Ethandun contro un esercito danese, Uhtred di Bebbanburgh seppellisce il suo tesoro a Fifhaden e decide di tornare al nord, in Northumbria, per provare a recuperare il titolo e il castello di Bebbanburgh, usurpato dallo zio Ælfric. Uthred e la sua compagna Hild (l'ex monaca Hildegyth) fanno tappa a Lunden, la più grande città della Terra degli Angli, dove trovano un passaggio su una nave mercantile danese diretta in Northumbria.
Sbarcato nei pressi della città di Eoferwic, capitale del regno, nei giorni seguenti alla sanguinosa rivolta dei sassoni - fomentata dal padre Hrothweard - contro i dominatori danesi, Uthred viene ingaggiato dal mercante Bolti per raggiungere in sicurezza il Cumbraland. Durante il nuovo viaggio il gruppo è costretto ad attraversare le terre di Kjartan il Crudele, e nei pressi di un villaggio sul fiume Wiire, Uthred libera dalla schiavitù il giovane Guthred, un nobile danese convertito al cristianesimo. Guthred era stato liberato proprio quando stava per essere venduto come schiavo a Sven, figlio di Kjartan il Crudele, signore danese di Dunholm che non hai mai riconosciuto l'autorità del re sassone di Eoferwic. Dopo aver lasciato libero Sven, Uthred e Guthred si dirigono insieme verso occidente, a Cair Ligualid, dove il clero locale riconosce in Guthred il nuovo re dei sassoni di Northumbria, come profetizzato da san Cuthbert apparso in sogno all'abate Eadred di Lindisfarne, il monastero che sorge di fronte a Bebbanburg.
Uhtred addestra alcuni uomini con l'intento di formare un nuovo esercito per Guthred, trova una momentanea alleanza con Ivarr, capo danese e tenta di impaurire Kjartan con una macabra messinscena, senza riuscirci.
Guthred, ingenuamente, credendo di allearsi con Ivarr e Ælfric, vende Uhtred come schiavo. Quest'ultimo passa due anni ai remi di una nave mercantile comandata da un infido e crudele mercante danese, finché il fratello adottivo Ragnar il giovane, figlio del condottiero danese Ragnar il vecchio che prese Uhtred come figlio adottivo dopo avergli ucciso il padre, riesce a liberarlo per poii ricondurlo da Alfred. Alfred lo incarica di portare aiuto a Guthred, assieme a vecchi compagni.
Riesce ad introdursi nella fortezza di Kjartan, Dunholm. Con difficoltà ma aiutato da Thyra, la sorella di Ragnar prigioniera da tanti anni che ha dovuto sopportare le continue umiliazioni subite da Svein, il figlio di Kjartan, reso orbo da Ragnar il vecchio. Solo così, grazie al suo coraggio e alla sua fedele spada, aiutato dai suoi compagni, Uhtred riesce a conquistare Dunhhlom e perciò a consegnare a Guthred il regno di Northumbria.

## Edizioni
- Bernard Cornwell, I re del nord, traduzione di Donatella Cerutti Pini, collana La Gaja Scienza, Longanesi, 2 ottobre 2008,  p. 369, ISBN 978-88-304-2417-3.
- Bernard Cornwell, I re del nord, traduzione di Donatella Cerutti Pini, Teadue, TEA, 2009,  p. 365, ISBN 9788850220540.
- Bernard Cornwell, I re del nord, traduzione di Donatella Cerutti Pini, Tea più, TEA, 14 novembre 2019,  p. 370, ISBN 9788850255665.